# Verbascum omissum
Verbascum omissum är en flenörtsväxtart som beskrevs av Sutor och Yacute. Verbascum omissum ingår i släktet kungsljus, och familjen flenörtsväxter. Inga underarter finns listade i Catalogue of Life.